# ウィックロー統監
ウィックロー統監（ウィックローとうかん、英語: Lord Lieutenant of Wicklow）は、イギリスの官職。統監の1つで、ウィックロー県を担当する。1831年首席治安判事（アイルランド）法（Custos Rotulorum (Ireland) Act 1831）により、Governor職を置き換える形で設立され、ウィックロー首席治安判事も兼任する。1922年に建国したアイルランド自由国では統監が任命されなくなったが、法律自体は残り、1983年制定法整理法で正式に廃止された。

## 一覧
- 1831年10月7日 – 1869年3月22日：第4代ウィックロー伯爵ウィリアム・フォワード[3]
- 1869年 – 1887年5月26日：第11代ミーズ伯爵ウィリアム・ブラバゾン（英語版）[3]
- 1887年6月14日 – 1890年5月30日：第6代ミルタウン伯爵エドワード・リーソン[3]
- 1890年7月25日 – 1909年9月4日：第5代カリスフォート伯爵ウィリアム・プロビー[3]
- 1910年2月15日 – 1922年：第8代ポーズコート子爵マーヴィン・ウィンフィールド[3]